# 91e division d'infanterie (Allemagne)
La  91e division d'infanterie  (en allemand : 91. Infanterie-Division ou 91. ID) ou 91. Luftlande-Infanterie-Division est une des divisions d'infanterie de l'armée allemande (Wehrmacht) durant la Seconde Guerre mondiale.

## Historique de la division
La 91e division d'infanterie est formée le 15 janvier 1944 à Baumholder dans le Wehrkreis XII en tant qu'élément de la 25. Welle (25e vague de mobilisation) et fait partie du 84e corps d'armée.
Originellement, elle est formée comme division aéroportée d'où son nom Luftlande, mais elle est utilisée comme une division d'infanterie classique.
Le jour du débarquement, son commandant le général Wilhelm Falley a été tué alors qu'il rentrait de Rennes, où un Kriegspiel avait été organisé. En route vers son QG de Picauville, Wilhelm Falley est tombé dans une embuscade tendue par des parachutistes américains qui ne lui ont laissé aucune chance. Il fut provisoirement remplacé par le colonel Klosterkempe, puis par le colonel König. En quatre jours, la division perdit près de 3 000 hommes. Compte tenu de ses lourdes pertes, la division fut dissoute le 10 août 1944. Une partie de ses hommes poursuivirent les combats au sein de la 7e armée, dans la 344e division d'infanterie.

## Organisations

### Commandants
| Date                            | Grade           | Commandant             |
| ------------------------------- | --------------- | ---------------------- |
| 15 janvier 1944 – 25 avril 1944 | Generalleutnant | Bruno Ortner           |
| 25 avril 1944 – 6 juin 1944     | Generalleutnant | Wilhelm Falley         |
| 6 juin 1944 – 10 juin 1944      | Generalmajor    | Bernhard Klosterkemper |
| 10 juin 1944 – 10 août 1944     | Generalleutnant | Eugen König            |

### Officiers d'opérations (Generalstabsoffiziere (Ia))
| Date                           | Grade          | Commandant  |
| ------------------------------ | -------------- | ----------- |
| 20 février 1944 - 10 août 1944 | Oberstleutnant | Hans Bickel |

## Ordre de batailles
- Grenadier-Regiment 1057
- Grenadier-Regiment 1058
- Gebirgs-Artillerie-Regiment 191 
  - I. Abteilung
  - II. Abteilung
  - III. Abteilung
- Divisions-Füsilier-Bataillon 191
- Fla-Kompanie 191
- Panzerjäger-Kompanie 191
- Nachrichten-Abteilung 191
- Pionier-Bataillon 191
- Versorgungstruppen 191

## Théâtres d'opérations
- France : Février 1944 - Août 1944
  - 15 janvier 1944 au 10 août 1944 : Bataille de Normandie